# Théorie des supercordes
 (juillet 2025).
Si vous disposez d'ouvrages ou d'articles de référence ou si vous connaissez des sites web de qualité traitant du thème abordé ici, merci de compléter l'article en donnant les références utiles à sa vérifiabilité et en les liant à la section « Notes et références ».

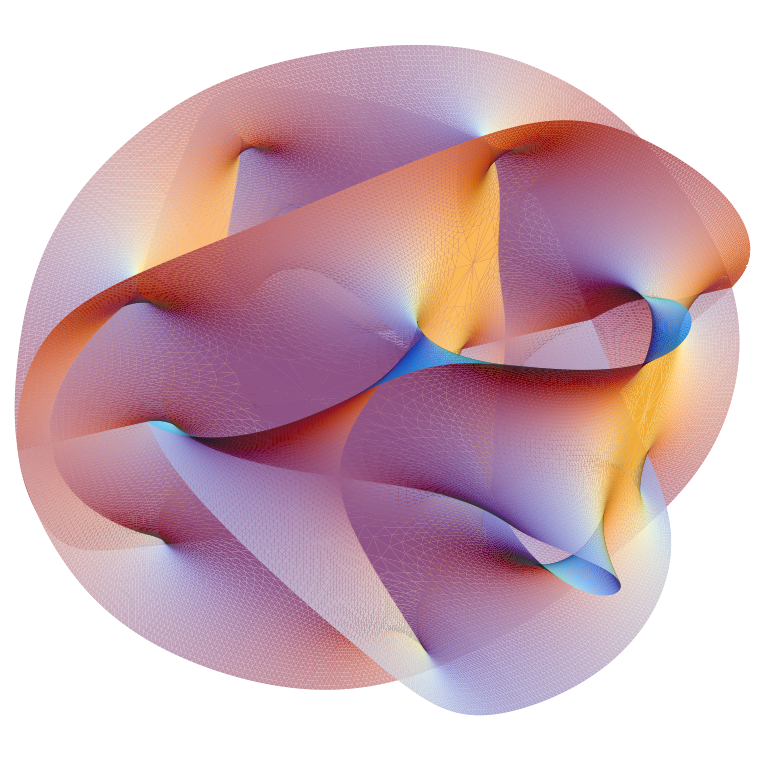
Vue d'artiste de la théorie des supercordes.

La théorie des supercordes est une tentative pour expliquer l'existence de toutes les particules et forces fondamentales de la nature, en les modélisant comme les vibrations de minuscules cordes supersymétriques. Au début du XXIe siècle, elle est considérée comme la plus féconde[réf. nécessaire] des théories pour une gravité quantique, même si elle souffre des mêmes défauts que la théorie des cordes en raison de l'impossibilité de la vérifier par l'expérimentation.
Actuellement, le problème le plus fondamental en physique théorique est la grande unification, ou, autrement dit, l'harmonisation de la théorie de la relativité générale, qui décrit la gravité, et s'applique bien aux grandes structures (étoiles, planètes, galaxies), et de la mécanique quantique qui décrit les trois autres forces fondamentales connues : électromagnétique (EM), l'interaction faible (W) et forte (S). La théorie des cordes ne  pourra peut-être jamais être prouvée. 
La physique des particules élémentaires modélise celles-ci comme des points dans l'espace et les fait interagir à distance nulle, ce qui amène à des résultats de valeurs infinies. Les physiciens ont développé des techniques mathématiques, dites de renormalisation, pour éliminer ces infinis, qui fonctionnent pour les forces électromagnétiques, nucléaire forte et nucléaire faible, mais pas pour la gravité : à distance nulle la théorie de la gravité d'Einstein ne fonctionne pas.
L'idée de départ est que les constituants fondamentaux de la réalité seraient des cordes d'une longueur de l'ordre de la longueur de Planck (approx. 10−33 cm), qui vibreraient à des fréquences de résonance. Par exemple, cette théorie prédit que le graviton (la particule candidate pour la gravité quantique, qui transmettrait la force de gravitation) serait une corde ayant une amplitude d'onde de zéro. Comme en physique quantique, elle aurait un spin de deux et une masse nulle.
Une autre conclusion importante est qu'il n'y a pas de différence mesurable entre des cordes qui s'enroulent autour d'une dimension et celles qui se déplacent dans les dimensions (i.e., les effets dans une dimension de taille R sont les mêmes que dans une dimension de taille 1/R).

## Le nombre de dimensions
Sous notre observation, notre espace physique a au moins quatre grandes dimensions, et toute théorie physique doit en tenir compte. Mais rien n'empêche d'avoir plus de quatre dimensions. La théorie des cordes requiert pour sa cohérence dix, onze ou vingt-six dimensions. Le conflit entre l'observation et la théorie est résolu en modélisant des dimensions compactes.
Nous avons du mal à visualiser des dimensions supplémentaires car nous ne pouvons nous déplacer que dans trois dimensions spatiales. Et même alors nous ne voyons qu'en 2+1 dimensions ; la vision en trois dimensions permettrait de voir toutes les faces d'un objet en même temps. Une façon de dépasser cette limitation n'est pas d'essayer de visualiser les autres dimensions mais de ne les penser que comme des variables de plus dans les équations qui décrivent le fonctionnement de l'univers. Cela pose la question de savoir si ces « variables en plus » peuvent être étudiées par l'expérimentation directe (qui doit montrer aux scientifiques humains, en fin de compte, des différences de résultats entre une, deux ou 2+1 dimensions).
La théorie des supercordes n'est pas la première à proposer des dimensions spatiales supplémentaires (voir la théorie de Kaluza-Klein). Les théories des cordes modernes se servent des mathématiques du pliage, des nœuds, de la topologie, qui ont été largement développées après Kaluza et Klein, et qui ont rendu ces théories physiques avec dimensions supplémentaires beaucoup plus utilisées.

## Les cinq théories des supercordes
Les physiciens ont mis au point cinq théories des supercordes. La théorie M, quant à elle, serait le cadre approprié pour unifier ces cinq formulations en une théorie unique, mais à ce jour, il n'existe pas de formulation quantique de la théorie M et seule sa limite classique, la supergravité maximale à onze dimensions, est connue.
| Les théories des cordes |                               |               |                     |          |            |                    |           |
| Type                    | Dimensions spatio-temporelles | Supersymétrie | Cordes              | Tachyons | Fermions   | Groupe de symétrie | Chiralité |
| I                       | 10                            | oui           | ouvertes ou fermées | non      |            | SO(32)             |           |
| IIA                     | 10                            | oui           | fermées             | non      | sans masse |                    | non       |
| IIB                     | 10                            | oui           | fermées             | non      | sans masse |                    | oui       |
| HO                      | 10                            | oui           | fermées             | non      |            | SO(32)             |           |
| HE                      | 10                            | oui           | fermées             | non      |            | E8 × E8            |           |